# Panimerus bosnicus
Panimerus bosnicus és una espècie d'insecte dípter pertanyent a la família dels psicòdids present a Bulgària i el territori de l'antiga República Federal Socialista de Iugoslàvia.